# Almanac de còmic
L'Almanac de còmic eren números especials vinculats a alguna capçalera que ja es publicava al llarg de l'any i solien sortir cap a l'acabament de l'any en curs, el seu contingut era en la gran majoria dels casos de temes nadalencs.

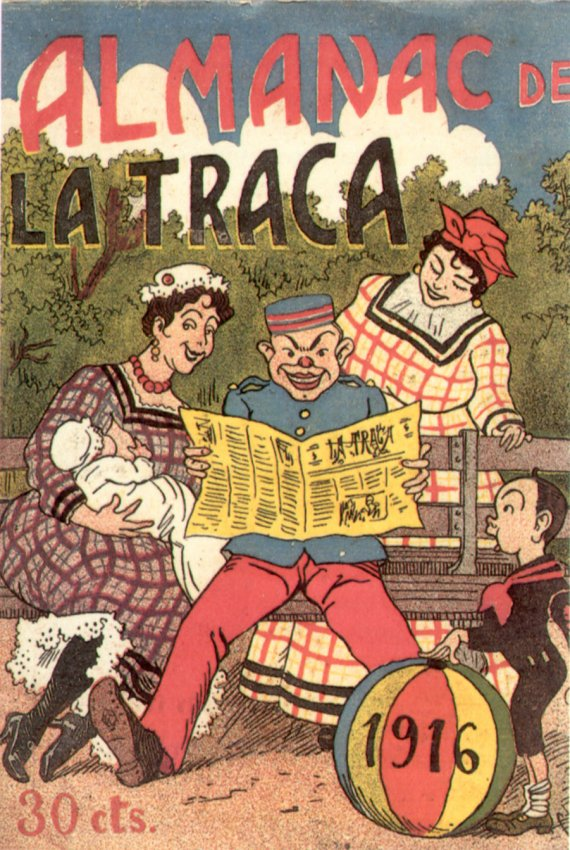
Almanac de La Traca

## Història
Els setmanaris i diaris del segle xix, van popularitzar uns números especials que anomenaven calendari per a l'any entrant i eren veritables calendaris i almanacs per a l'any entrant.
Els almanacs de còmic van manllevar el nom i es varen convertir, en la major part dels casos, en números extraordinaris nadalencs, de sèries de còmic amb capçalera pròpia. Alguns dels còmics amb almanacs foren; El DDT, Número Almanaque para 1966. El Capitán Trueno Almanaque para 1958. El Guerrero del Antifaz Almanaque 1946. Hazañas Bélicas Almanaque para 1958.

## L'almanac en el col·leccionisme
L'almanac és considerat per molts col·leccionistes de còmics com un còmic separat de la col·lecció principal, de la capçalera que n'agafa el nom, o almenys com un conjunt de números amb un format diferent, tenint en compte aquesta premissa alguns catàlegs de còmics els diferencien de la resta de la sèrie.
A les sèries de còmic hi ha col·leccions integrades exclusivament per almanacs, aquests s'ha de considerar que pertanyen a la col·lecció amb la qual comparteixen capçalera, en la majoria dels casos sense que estiguin numerats. Un exemple seria el de Tio Vivo Almanaque 1958 que posa la capçalera, especifica que és un almanac del 1958 a portada però no segueix la numeració de la sèrie. També és d'ona el cas d'algunes col·leccions formades per un únic almanac, d'Almanaque Pionero (1937) editat per Editorial el Gato Negro (posterior-ment, Editorial Bruguera) se'n va editar, un sol numero.
També hi ha almanacs que s'integren dins la numeració de les sèries de còmics, i d'altres que formen una col·lecció a part de la troncal, un exemple seria l'Almanaque Humorístico de TBO